# Alejandro Kohan
Alejandro Kohan (Buenos Aires, Argentina, 10 de diciembre de 1963) es un profesor nacional de educación física, egresado del INEF (Legajo 1386), Argentina, que se especializó como preparador físico de fútbol. Actualmente dirige interinamente a Defensa y Justicia.
A lo largo de su carrera ha recibido numerosas reconocimientos por parte de entrenadores exitosos, como Alejandro Sabella, exdirector técnico de la Selección de fútbol de Argentina, Jorge Burruchaga, Ariel Holan y Matias Almeyda, entre otros.

## Trayectoria
Comenzó su carrera profesional en 1988 siendo preparador físico de Tarek Nautilis Center y años más tarde inicia la preparación física del equipo de hockey sobre césped del Lomas Athletic Club de Argentina. En 1991 se hace cargo de las divisiones menores del Club Ferro Carril Oeste, siendo al mismo tiempo colaborador del Profesor Luis M. Bonini que estaba a cargo de la primera división.
En 1991 se hace cargo de la preparación física del primer equipo. A partir de allí su prolífica carrera profesional se va ampliando y sus éxitos le permiten trabajar en distintos clubes de Argentina, Uruguay, México e Italia y al lado de profesionales de la talla de Daniel Passarella, Hugo Tocalli, Jorge Burruchaga, Matías Almeyda y Ariel Holan, entre otros. 
Además de ser Preparador Físico de Fútbol, el Prof. Alejandro Kohan ha sido docente de la Universidad Nacional de La Matanza y jefe de trabajos prácticos. Asimismo ha sido Preparador Físico personal de jugadores profesionales como Andrés D'Alessandro, Guillermo Franco, Walter Erviti, entre otros.
En oportunidades ha sido preparador físico de planteles de hockey sobre césped y básquetbol.
Fue el preparador físico del primer equipo del Club Atlético Independiente desde el 1 de enero hasta el 31 de diciembre de 2017, equipo que obtuvo la Copa Sudamérica 2017, bajo la dirección técnica de Ariel Holan. Cuando el DT Holan renovó el contrato el 1 de enero de 2018, Kohan decidió dar por terminada su relación en el cuerpo técnico de Holan. 
Luego estuvo 1 año sin club, hasta que fue contratado por Hernán Crespo para la temporada 2019-2020 en C.A. Banfield, pero fueron despedidos en septiembre por los magros resultados del equipo.
En el año 2019 es contratado junto a Hernán Crespo por Defensa y Justicia, siendo el cuerpo técnico que dirigió al equipo de Varela en su primera participación en la Copa Libertadores de América.

## Clubes y selecciones
| Club / Selección     | País      | Año         |
| -------------------- | --------- | ----------- |
| Ferro                | Argentina | 1994        |
| Independiente        | Argentina | 1996        |
| Huracán              | Argentina | 1997        |
| Selección de Uruguay | Uruguay   | 1999 - 2001 |
| River Plate          | Argentina | 2001        |
| Parma                | Italia    | 2001        |
| Monterrey            | México    | 2002 - 2003 |
| River Plate          | Argentina | 2006 - 2007 |
| Banfield             | Argentina | 2008        |
| Arsenal              | Argentina | 2009 - 2010 |
| Quilmes              | Argentina | 2010        |
| River Plate          | Argentina | 2011 - 2012 |
| Banfield             | Argentina | 2012 - 2015 |
| Defensa y Justicia   | Argentina | 2015 - 2016 |
| Independiente        | Argentina | 2017        |
| Banfield             | Argentina | 2019        |
| Defensa y Justicia   | Argentina | 2020-2021   |
| São Paulo            | Brasil    | 2021        |
| Ferro                | Argentina | 2022        |

## Palmarés

### Como Preparador Físico

#### Campeonatos regionales
| Título              | Club      | Estado    | Año  |
| ------------------- | --------- | --------- | ---- |
| Campeonato Paulista | São Paulo | San Pablo | 2021 |

#### Campeonatos nacionales
| Título                     | Club        | Sede      | Año    |
| -------------------------- | ----------- | --------- | ------ |
| Primera División de México | Monterrey   | Monterrey | C-2003 |
| Primera B Nacional         | River Plate | Argentina | 2012   |
| Primera B Nacional         | Banfield    | Argentina | 2014   |

#### Campeonatos internacionales
| Título            | Equipo             | País      | Año  |
| ----------------- | ------------------ | --------- | ---- |
| Copa Sudamericana | Independiente      | Argentina | 2017 |
| Copa Sudamericana | Defensa y Justicia | Argentina | 2020 |